# Benjamín González Carrera
Benjamín González Carrera  (Santiago, 25 de marzo de 1921-La Reina, 8 de octubre de 2012) fue un investigador histórico en estudios fronterizos de Chile, profesor, agricultor, genealogista, escritor, contador auditor y analista chileno quien se desempeñó como director del Instituto de Investigaciones Históricas José Miguel Carrera, también de la Corporación de Defensa de la Soberanía y fue miembro del Consejo de Investigadores del Centro de Estudios Históricos Lircay. Fue tataranieto directo del prócer de la independencia José Miguel Carrera, y dedicó buena parte de su vida a la investigación de su linaje y del rol de la familia Carrera en la historia del país.

## Biografía
Nació en una familia numerosa, siendo el cuarto de doce hijos del matrimonio entre Juan Vicente González Mira y Merceditas Carrera Benavente. Su hermano mayor, Juan Vicente González Carrera, fue sacerdote de la congregación de los Sagrados Corazones. Benjamín estuvo casado.
Tuvo una formación amplia y versátil. Se desempeñó como contador auditor, profesor de historia y matemáticas, administrador de empresas y agricultor, siendo especialmente recordado en el sector de Melipilla. Estudió en Europa durante los años 60, obteniendo un título en la Universidad de Lovaina, en Bélgica. Más tarde trabajó en el holding Duncan Fox entre 1970 y 1980, y fundó la empresa Expresport, que operó hasta 1984.

## Carrera
Su obra principalmente estuvo ligada a la investigación histórica y genealógica. Fue miembro de diversas instituciones dedicadas al estudio de la historia de Chile, entre ellas el Centro de Estudios Históricos Lircay, el Comité Patria y Soberanía (Corporación de Defensa de la Soberanía desde 1995) siendo director ejecutivo entre 2007 y 2012, y el Instituto de Investigaciones Históricas José Miguel Carrera, del cual fue director.
Mantuvo una intensa labor pública a través de artículos, cartas a la prensa y exposiciones enviadas al Congreso Nacional, especialmente en temas de historia y problemas limítrofes de Chile. En 2001, publicó el libro digital Historia Cartográfica Resumida de los Límites de Chile, obra de divulgación que resume aspectos clave de la evolución fronteriza del país.
Fue mentor de otros historiadores, manteniendo siempre un perfil bajo, muchas de sus publicaciones circularon de manera informal o por internet.
Su obra más relevante fue el libro Recuerdos de una familia chilena: los González y los Carrera, forjadores de la patria (2011), publicado bajo el alero del Centro de Estudios Bicentenario y con apoyo del Instituto Carrera. El libro recopila más de 400 páginas de documentos, testimonios y fotografías, abarcando la genealogía y contribución histórica de ambas familias desde la época hispánica hasta el siglo XX. A diferencia de otros textos genealógicos, la obra combina el relato familiar con un ensayo histórico contextualizado, destacando el rol de los personajes en su tiempo.
El trabajo fue el resultado de una investigación que se prolongó por casi una década, basada también en los escritos de su primo, el genealogista Rafael Sotomayor González. Su lanzamiento se realizó el 16 de noviembre de 2011 en el Instituto José Miguel Carrera. Falleció en 2012 en la comuna de La Reina, luego de varios años de complicaciones de salud.